# 2022년 피츠버그 파이리츠 시즌
2022년 피츠버그 파이리츠 시즌은 메이저리그의 프로 야구단 피츠버그 파이리츠의 2022년 시즌을 일컫는다. 데릭 쉘튼 감독이 팀을 이끈 3번째 시즌이며, 팀은 내셔널리그 중부지구 5팀 중 정규시즌 공동 4위에 그쳐 포스트시즌 진출에 실패했다.

## 선수단
- 선발투수 : 켈러, 퀸타나, 콘트레라스, 오비에도, 브루베이커, 오티즈, 톰슨, 아익호프, 윌슨
- 구원투수 : 데 용, 크라닉, 스티븐슨, 페르난데스, 피터스, 미어스, 크로우, 알드레드, 설저, 플레처, 홀더맨, 스타웃, 비디, 반다, 바누엘로스, 스트래튼, 험브리, 언더우드, 뷰, 자후레이
- 마무리투수 : 베드나, 라미레즈, 브라이스, 하워드, 데 로스 산토스
- 포수 : 페레즈, 하이네만, 냅, 페레즈, 고도이, 콜린스, 딜레이
- 1루수 : 체이비스, 파들로, 쓰쓰고
- 2루수 : 카스트로, 뉴먼, 장위청, 박효준, 밴미터
- 유격수 : 크루즈, 페게로, 카스티요
- 3루수 : 헤이스
- 좌익수 : 수윈스키, 알포드, 게멀, 스미스-은지그바, 앨런, 스웨거티, 마카노
- 중견수 : 레이놀즈, 배지환, 마리스닉
- 우익수 : 미첼, 터커, 마드리스
- 지명타자 : 보겔백, 안두하

## 같이 보기
- 2023년 피츠버그 파이리츠 시즌